# Sungai Bawang
Sungai Bawang is een bestuurslaag in het regentschap Kuantan Singingi van de provincie Riau, Indonesië. Sungai Bawang telt 1223 inwoners (volkstelling 2010).